# Copa Sul-Americana de 2020
A Copa Sul-Americana de 2020, oficialmente nomeada CONMEBOL Sul-Americana 2020, foi a 19.ª edição da competição de futebol da América do Sul, organizada anualmente pela Confederação Sul-Americana de Futebol (CONMEBOL). Participaram clubes das dez associações sul-americanas.
Em 21 de maio de 2019, a CONMEBOL anunciou que os clubes deveriam passar por certos requisitos de elegibilidade para competir na Copa Libertadores e na Copa Sul-Americana. Um dos requisitos originais era que as equipes estivessem na divisão principal de sua associação membro, mas isso foi removido depois que muitas associações declararam que não haviam adaptado os regulamentos de suas competições de qualificação para as competições internacionais em 2020.
A concorrência pela disputa do direito de sediar a final única desta edição ocorreu juntamente com o processo que escolheu a sede da final única da Copa Libertadores de 2020 e se iniciou, com o interesse das primeiras cidades candidatas, por volta do primeiro semestre de 2019. As candidaturas entraram no processo com o objetivo maior de sediar a final da principal competição de clubes da CONMEBOL, a Libertadores. Ao todo foram dez estádios apontados por federações futebolísticas, clubes e pelo poder público de seus respectivos países. Em 17 de outubro, ficou decidido pelos membros do Conselho que a cidade de Córdova, na Argentina, iria receber a final da competição em 2020, tendo como palco do jogo o Estádio Mario Alberto Kempes.
Em uma final inédita entre dois times do mesmo país, O Defensa y Justicia sagrou-se vencedor após derrotar o Lanús por 3–0 na decisão argentina. Com o título, o clube de Florencio Varela ganhou o direito de jogar a Copa Libertadores da América de 2021 e ainda de enfrentar o vencedor da Copa Libertadores de 2020 na Recopa Sul-Americana de 2021.

## Equipes classificadas
As seguintes 44 equipes das 10 associações da CONMEBOL se qualificaram para o torneio, entrando na primeira etapa:
- Argentina e Brasil: 6 vagas cada
- Demais associações: 4 vagas cada

| País                  | Equipe               | Classificação                                                                                                 |
| --------------------- | -------------------- | --- |
| Argentina · (6 vagas) | Argentinos Juniors   | Melhor classificado da Copa da Superliga Argentina de 2019 não classificado para a Copa Libertadores 2020     |
| Argentina · (6 vagas) | Vélez Sarsfield      | Mais bem classificado da Superliga Argentina de 2018–19 não classificado para a Copa Libertadores 2020        |
| Argentina · (6 vagas) | Independiente        | 2º mais bem classificado da Superliga Argentina 2018–19 não classificado para a Copa Libertadores 2020        |
| Argentina · (6 vagas) | Unión de Santa Fe    | 3º mais bem classificado da Superliga Argentina 2018–19 não classificado para a Copa Libertadores 2020        |
| Argentina · (6 vagas) | Huracán              | 4º mais bem classificado da Superliga Argentina 2018–19 não classificado para a Copa Libertadores 2020        |
| Argentina · (6 vagas) | Lanús                | 5º mais bem classificado da Superliga Argentina 2018–19 não classificado para a Copa Libertadores 2020        |
| Bolívia · (4 vagas)   | Nacional Potosí      | Mais bem classificado do Campeonato Boliviano 2019 não classificado para a Copa Libertadores 2020             |
| Bolívia · (4 vagas)   | Blooming             | 2º mais bem classificado do Campeonato Boliviano 2019 não classificado para a Copa Libertadores 2020          |
| Bolívia · (4 vagas)   | Always Ready         | 3º mais bem classificado do Campeonato Boliviano 2019 não classificado para a Copa Libertadores 2020          |
| Bolívia · (4 vagas)   | Oriente Petrolero    | 4º mais bem classificado do Campeonato Boliviano 2019 não classificado para a Copa Libertadores 2020          |
| Brasil · (6 vagas)    | Fortaleza            | Mais bem classificado do Campeonato Brasileiro Série A 2019 não classificado para a Copa Libertadores 2020    |
| Brasil · (6 vagas)    | Goiás                | 2º mais bem classificado do Campeonato Brasileiro Série A 2019 não classificado para a Copa Libertadores 2020 |
| Brasil · (6 vagas)    | Bahia                | 3º mais bem classificado do Campeonato Brasileiro Série A 2019 não classificado para a Copa Libertadores 2020 |
| Brasil · (6 vagas)    | Vasco da Gama        | 4º mais bem classificado do Campeonato Brasileiro Série A 2019 não classificado para a Copa Libertadores 2020 |
| Brasil · (6 vagas)    | Atlético Mineiro     | 5º mais bem classificado do Campeonato Brasileiro Série A 2019 não classificado para a Copa Libertadores 2020 |
| Brasil · (6 vagas)    | Fluminense           | 6º mais bem classificado do Campeonato Brasileiro Série A 2019 não classificado para a Copa Libertadores 2020 |
| Chile · (4 vagas)     | Unión La Calera      | Mais bem colocado do Campeonato Chileno 2019 não classificado para a Copa Libertadores 2020                   |
| Chile · (4 vagas)     | Coquimbo Unido       | 2º mais bem colocado do Campeonato Chileno 2019 não classificado para a Copa Libertadores 2020                |
| Chile · (4 vagas)     | Huachipato           | 3º mais bem colocado do Campeonato Chileno 2019 não classificado para a Copa Libertadores 2020                |
| Chile · (4 vagas)     | Audax Italiano       | 4º mais bem colocado do Campeonato Chileno 2019 não classificado para a Copa Libertadores 2020                |
| Colômbia · (4 vagas)  | Deportivo Cali       | Mais bem colocado do Campeonato Colombiano 2019 não classificado para a Copa Libertadores 2020                |
| Colômbia · (4 vagas)  | Atlético Nacional    | 2º mais bem colocado do Campeonato Colombiano 2019 não classificado para a Copa Libertadores 2020             |
| Colômbia · (4 vagas)  | Millonarios          | 3º mais bem colocado do Campeonato Colombiano 2019 não classificado para a Copa Libertadores 2020             |
| Colômbia · (4 vagas)  | Deportivo Pasto      | 4º mais bem colocado do Campeonato Colombiano 2019 não classificado para a Copa Libertadores 2020             |
| Equador · (4 vagas)   | Universidad Católica | Mais bem colocado do Campeonato Equatoriano 2019 não classificado para a Copa Libertadores 2020               |
| Equador · (4 vagas)   | Aucas                | 2º mais bem colocado do Campeonato Equatoriano 2019 não classificado para a Copa Libertadores 2020            |
| Equador · (4 vagas)   | Emelec               | 3º mais bem colocado do Campeonato Equatoriano 2019 não classificado para a Copa Libertadores 2020            |
| Equador · (4 vagas)   | El Nacional          | 4º mais bem colocado do Campeonato Equatoriano 2019 não classificado para a Copa Libertadores 2020            |
| Paraguai · (4 vagas)  | Sol de América       | Mais bem colocado do Campeonato Paraguaio 2019 não classificado para a Copa Libertadores 2020                 |
| Paraguai · (4 vagas)  | Nacional             | 2º mais bem colocado do Campeonato Paraguaio 2019 não classificado para a Copa Libertadores 2020              |
| Paraguai · (4 vagas)  | River Plate-PAR      | 3º mais bem colocado do Campeonato Paraguaio 2019 não classificado para a Copa Libertadores 2020              |
| Paraguai · (4 vagas)  | Sportivo Luqueño     | 4º mais bem colocado do Campeonato Paraguaio 2019 não classificado para a Copa Libertadores 2020              |
| Peru · (4 vagas)      | Sport Huancayo       | Mais bem colocado do Campeonato Peruano 2019 não classificado para a Copa Libertadores 2020                   |
| Peru · (4 vagas)      | Melgar               | 2º mais bem colocado do Campeonato Peruano 2019 não classificado para a Copa Libertadores 2020                |
| Peru · (4 vagas)      | Cusco                | 3º mais bem colocado do Campeonato Peruano 2019 não classificado para a Copa Libertadores 2020                |
| Peru · (4 vagas)      | Atlético Grau        | Campeão da Copa Bicentenario 2019                                                                             |
| Uruguai · (4 vagas)   | Liverpool            | Campeão do Torneio Intermedio 2019                                                                            |
| Uruguai · (4 vagas)   | Plaza Colonia        | 2º mais bem colocado do Campeonato Uruguaio 2019 não classificado para a Copa Libertadores 2020               |
| Uruguai · (4 vagas)   | River Plate          | 3º mais bem colocado do Campeonato Uruguaio 2019 não classificado para a Copa Libertadores 2020               |
| Uruguai · (4 vagas)   | Fénix                | 4º mais bem colocado do Campeonato Uruguaio 2019 não classificado para a Copa Libertadores 2020               |
| Venezuela · (4 vagas) | Zamora               | Campeão da Copa Venezuela 2019                                                                                |
| Venezuela · (4 vagas) | Mineros de Guayana   | Vice-campeão do Torneio Apertura 2019                                                                         |
| Venezuela · (4 vagas) | Llaneros             | Mais bem colocado do Torneio Clausura 2019 não classificado para a Copa Libertadores 2020                     |
| Venezuela · (4 vagas) | Aragua               | Mais bem classificado do Campeonato Venezuelano 2019 não classificado para a Copa Libertadores 2020           |

Adicionalmente, dez equipes eliminadas da Copa Libertadores da América de 2020 foram transferidas para a Copa Sul-Americana, entrando a partir da segunda fase.
| Melhores equipes eliminadas na terceira fase |
| -------------------------------------------- |
| Atlético Tucumán                             |
| Deportes Tolima                              |
| Equipes terceiro colocadas na fase de grupos |
| Junior de Barranquilla                       |
| Bolívar                                      |
| Peñarol                                      |
| São Paulo                                    |
| Universidad Católica                         |
| Estudiantes de Mérida                        |
| Defensa y Justicia                           |
| Caracas                                      |

## Calendário

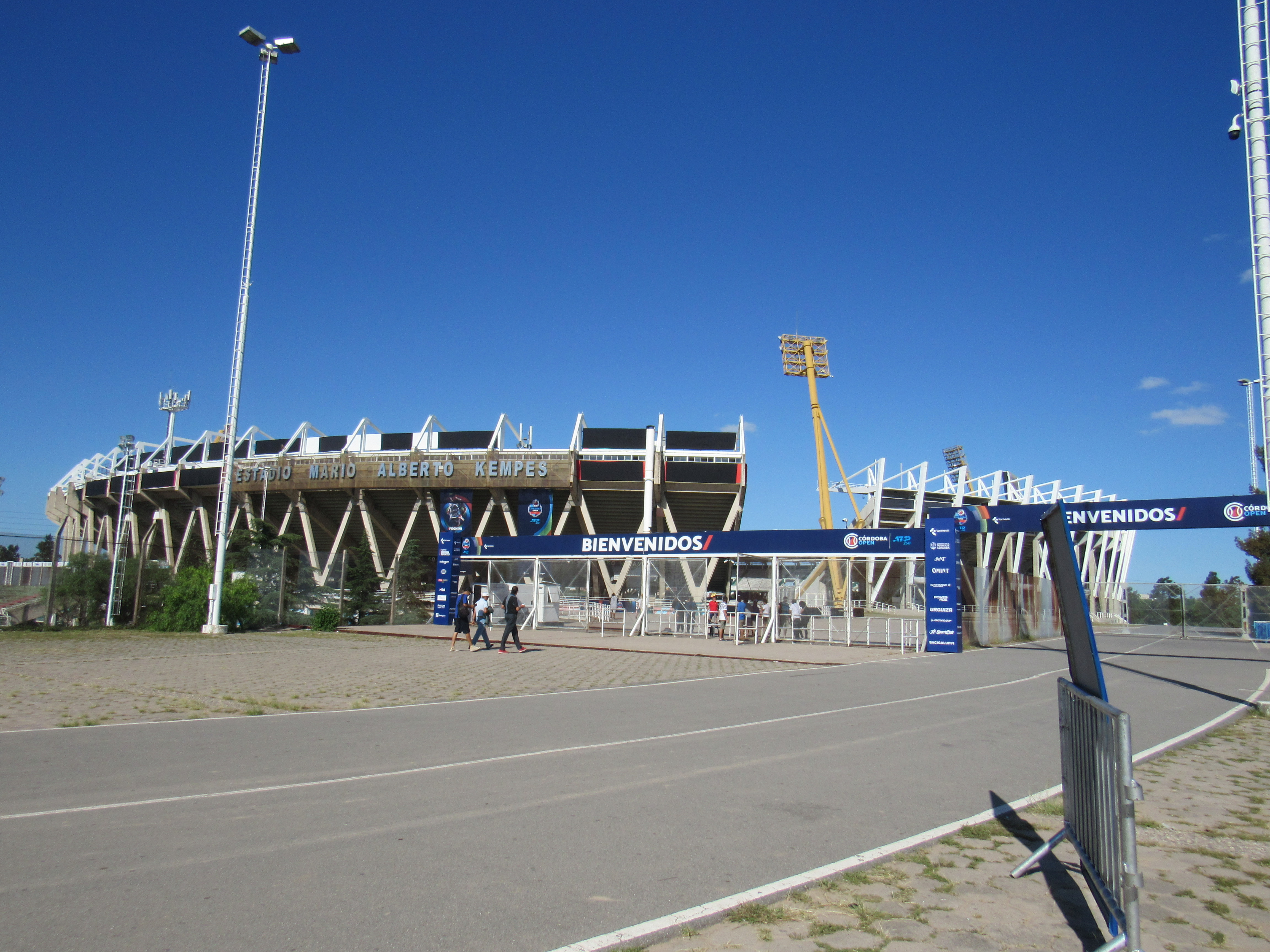
O Estádio Mario Alberto Kempes, em Córdova, na Argentina, foi o palco da grande final da competição.

O calendário de cada fase foi divulgado em 13 de junho de 2019 e compreendeu as seguintes datas:
| Fase             | Data do sorteio                                          | Ida                                                                                                  | Volta                                                                                                |
| ---------------- | -------------------------------------------------------- | --- | --- |
| Primeira fase    | 17 de dezembro de 2019                                   | 4–6 de fevereiro de 2020 11–13 de fevereiro de 2020                                                  | 18–20 de fevereiro de 2020 25–27 de fevereiro de 2020                                                |
| Segunda fase     | 23 de outubro de 2020 (originalmente 13 de maio de 2020) | 27–29 de outubro de 2020 (originalmente 19–21 de maio de 2020)                                       | 3–5 de novembro de 2020 (originalmente 26–28 de maio de 2020)                                        |
| Oitavas de final | 23 de outubro de 2020 (originalmente 13 de maio de 2020) | 24–26 de novembro de 2020 (originalmente 21–23 de julho de 2020)                                     | 1–3 de dezembro de 2020 (originalmente 28–30 de julho de 2020)                                       |
| Quartas de final | 23 de outubro de 2020 (originalmente 13 de maio de 2020) | 8–10 de dezembro de 2020 (originalmente 18–20 de agosto de 2020)                                     | 15–17 de dezembro de 2020 (originalmente 25–27 de agosto de 2020)                                    |
| Semifinais       | 23 de outubro de 2020 (originalmente 13 de maio de 2020) | 5–7 de janeiro de 2021 (originalmente 22–24 de setembro de 2020)                                     | 12–14 de janeiro de 2021 (originalmente 29 de setembro – 1 de outubro de 2020)                       |
| Final            | 23 de outubro de 2020 (originalmente 13 de maio de 2020) | 23 de janeiro de 2021 (originalmente 7 de novembro de 2020) Estádio Mario Alberto Kempes, em Córdova | 23 de janeiro de 2021 (originalmente 7 de novembro de 2020) Estádio Mario Alberto Kempes, em Córdova |

Por conta da pandemia de COVID-19, a competição foi suspensa indefinidamente antes do início da segunda fase, marcada inicialmente entre os dias 19 e 28 de maio. Em 10 de julho, a CONMEBOL anunciou o novo calendário para o restante da competição.

## Sorteio
O sorteio da primeira fase foi realizado em 17 de dezembro de 2019, no Centro de Convenções da CONMEBOL em Luque, no Paraguai. Nesse mesmo dia as fases preliminares e de grupos da Copa Libertadores de 2020 foram sorteadas.
A distribuição das equipes através dos potes seguiu um critério geográfico, sendo que no pote 1 se encontraram as equipes da "zona sul" (Argentina, Bolívia, Chile, Paraguai e Uruguai) e no pote 2 as equipes da "zona norte" (Brasil, Colômbia, Equador, Peru e Venezuela):
|               | Pote 1 | Pote 1 | Pote 2 | Pote 2 |
| ------------- | --- | --- | --- | --- |
| Primeira fase | - Argentinos Juniors - Vélez Sarsfield - Independiente - Unión de Santa Fe - Huracán - Lanús - Nacional Potosí[a] - Blooming[a] - Always Ready[a] - Oriente Petrolero[a] - Unión La Calera - Coquimbo Unido - Huachipato - Audax Italiano - Sol de América - Nacional - River Plate-PAR - Sportivo Luqueño - Liverpool - Plaza Colonia - River Plate - Fénix | - Argentinos Juniors - Vélez Sarsfield - Independiente - Unión de Santa Fe - Huracán - Lanús - Nacional Potosí[a] - Blooming[a] - Always Ready[a] - Oriente Petrolero[a] - Unión La Calera - Coquimbo Unido - Huachipato - Audax Italiano - Sol de América - Nacional - River Plate-PAR - Sportivo Luqueño - Liverpool - Plaza Colonia - River Plate - Fénix | - Fortaleza - Goiás - Bahia - Vasco da Gama - Atlético Mineiro - Fluminense - Deportivo Cali - Atlético Nacional - Millonarios - Deportivo Pasto - Universidad Católica - Aucas - Emelec - El Nacional - Sport Huancayo - Melgar - Cusco[b] - Atlético Grau - Zamora - Mineros de Guayana - Llaneros - Aragua | - Fortaleza - Goiás - Bahia - Vasco da Gama - Atlético Mineiro - Fluminense - Deportivo Cali - Atlético Nacional - Millonarios - Deportivo Pasto - Universidad Católica - Aucas - Emelec - El Nacional - Sport Huancayo - Melgar - Cusco[b] - Atlético Grau - Zamora - Mineros de Guayana - Llaneros - Aragua |

Para a segunda fase, onde entraram as equipes transferidas da Copa Libertadores da América de 2020, foi realizado um novo sorteio em 23 de outubro de 2020 também em Luque. Originalmente o sorteio deveria ocorrer em 13 de maio, após a conclusão da primeira fase, mas foi adiado devido a suspensão da competição pela pandemia de COVID-19.

## Primeira fase
A primeira fase foi disputada por 44 equipes, em partidas eliminatórias em ida e volta. Em caso de empate no placar agregado, a regra do gol fora de casa seria considerada e, persistindo a igualdade, a vaga seria definida na disputa por pênaltis.
| Chave | Equipe 1           | Total       | Equipe 2             | Ida | Volta |
| ----- | ------------------ | ----------- | -------------------- | --- | ----- |
| E1    | Coquimbo Unido     | 3–1         | Aragua               | 3–0 | 0–1   |
| E2    | Vasco da Gama      | 1–0         | Oriente Petrolero    | 1–0 | 0–0   |
| E3    | Blooming           | 0–5         | Emelec               | 0–3 | 0–2   |
| E4    | Zamora             | 1–3         | Plaza Colonia        | 1–0 | 0–3   |
| E5    | Nacional Potosí    | 2–2 (3–4 p) | Melgar               | 0–2 | 2–0   |
| E6    | Atlético Grau      | 1–3         | River Plate          | 1–2 | 0–1   |
| E7    | Unión de Santa Fe  | 3–2         | Atlético Mineiro     | 3–0 | 0–2   |
| E8    | Bahia              | 6–1         | Nacional             | 3–0 | 3–1   |
| E9    | Fénix              | 3–2         | El Nacional          | 1–0 | 2–2   |
| E10   | Atlético Nacional  | 4–1         | Huracán              | 3–0 | 1–1   |
| E11   | Sol de América     | 2–0         | Goiás                | 1–0 | 1–0   |
| E12   | Mineros de Guayana | 4–5         | Sportivo Luqueño     | 2–3 | 2–2   |
| E13   | Vélez Sarsfield    | 2–2 (gf)    | Aucas                | 1–0 | 1–2   |
| E14   | Millonarios        | 2–1         | Always Ready         | 2–0 | 0–1   |
| E15   | Lanús              | 3–2         | Universidad Católica | 3–0 | 0–2   |
| E16   | Deportivo Cali     | 5–2         | River Plate-PAR      | 2–1 | 3–1   |
| E17   | Argentinos Juniors | 1–1 (gf)    | Sport Huancayo       | 1–1 | 0–0   |
| E18   | Fluminense         | 1–1 (gf)    | Unión La Calera      | 1–1 | 0–0   |
| E19   | Huachipato         | 2–0         | Deportivo Pasto      | 1–0 | 1–0   |
| E20   | Cusco              | 2–3         | Audax Italiano       | 2–0 | 0–3   |
| E21   | Independiente      | 2–2 (gf)    | Fortaleza            | 1–0 | 1–2   |
| E22   | Llaneros           | 0–7         | Liverpool            | 0–2 | 0–5   |

## Segunda fase
A segunda fase foi disputada pelas 22 equipes classificadas da fase anterior mais as dez equipes transferidas da Copa Libertadores, em partidas eliminatórias em ida e volta. Em caso de empate no placar agregado, a regra do gol fora de casa seria considerada e, persistindo a igualdade, a vaga seria definida na disputa por pênaltis.
Equipes classificadas
Equipes classificadas da primeira fase
| - Coquimbo Unido - Vasco da Gama - Emelec - Plaza Colonia - Melgar - River Plate | - Unión de Santa Fe - Bahia - Fénix - Atlético Nacional - Sol de América - Sportivo Luqueño | - Vélez Sarsfield - Millonarios - Lanús - Deportivo Cali - Sport Huancayo - Unión La Calera | - Huachipato - Audax Italiano - Independiente - Liverpool |

Melhores equipes eliminadas na terceira fase da Copa Libertadores da América de 2020
| - Atlético Tucumán - Deportes Tolima |

Equipes terceiro colocadas na fase de grupos da Copa Libertadores da América de 2020
| - Junior de Barranquilla - Bolívar | - Peñarol - São Paulo | - Universidad Católica - Estudiantes de Mérida | - Defensa y Justicia - Caracas |

| Chave | Equipe 1          | Total       | Equipe 2               | Ida | Volta |
| ----- | ----------------- | ----------- | ---------------------- | --- | ----- |
| O1    | Independiente     | 2–1         | Atlético Tucumán       | 1–0 | 1–1   |
| O2    | Unión de Santa Fe | 2–2 (gf)    | Emelec                 | 0–1 | 2–1   |
| O3    | Unión La Calera   | 1–1 (gf)    | Deportes Tolima        | 0–0 | 1–1   |
| O4    | Sol de América    | 1–2         | Universidad Católica   | 0–0 | 1–2   |
| O5    | Millonarios       | 3–3 (4–5 p) | Deportivo Cali         | 1–2 | 2–1   |
| O6    | Sport Huancayo    | 3–2         | Liverpool              | 1–1 | 2–1   |
| O7    | Vasco da Gama     | 1–0         | Caracas                | 1–0 | 0–0   |
| O8    | Lanús             | 6–6 (gf)    | São Paulo              | 3–2 | 3–4   |
| O9    | Audax Italiano    | 2–4         | Bolívar                | 2–1 | 0–3   |
| O10   | Sportivo Luqueño  | 2–3         | Defensa y Justicia     | 1–2 | 1–1   |
| O11   | Coquimbo Unido    | 5–0         | Estudiantes de Mérida  | 3–0 | 2–0   |
| O12   | Vélez Sarsfield   | 1–1 (gf)    | Peñarol                | 0–0 | 1–1   |
| O13   | Atlético Nacional | 2–4         | River Plate            | 1–1 | 1–3   |
| O14   | Plaza Colonia     | 0–1         | Junior de Barranquilla | 0–1 | 0–0   |
| O15   | Melgar            | 1–4         | Bahia                  | 1–0 | 0–4   |
| O16   | Fénix             | 4–2         | Huachipato             | 3–1 | 1–1   |

## Fase final
Os cruzamentos da fase final estavam pré-determinados, com a equipe definida como "O1" enfrentado a "O16", "O2" contra "O15", e assim sucessivamente, de acordo com o sorteio da segunda fase.

### Esquema
As equipes que estão na parte superior do confronto possuem o mando de campo no primeiro jogo e em negrito as equipes classificadas.
|  | Oitavas de final                       | Oitavas de final                       | Oitavas de final                       | Oitavas de final                       |   |                        | Quartas de final           | Quartas de final           | Quartas de final           | Quartas de final           |  |                 | Semifinais                | Semifinais                | Semifinais                | Semifinais                |       |   | Final                 | Final                 |
|  | 24 de novembro a 3 de dezembro de 2020 | 24 de novembro a 3 de dezembro de 2020 | 24 de novembro a 3 de dezembro de 2020 | 24 de novembro a 3 de dezembro de 2020 |   |                        | 8 a 17 de dezembro de 2020 | 8 a 17 de dezembro de 2020 | 8 a 17 de dezembro de 2020 | 8 a 17 de dezembro de 2020 |  |                 | 6 a 16 de janeiro de 2021 | 6 a 16 de janeiro de 2021 | 6 a 16 de janeiro de 2021 | 6 a 16 de janeiro de 2021 |       |   | 23 de janeiro de 2021 | 23 de janeiro de 2021 |
|  |                                        |                                        |                                        |                                        |   |                        |                            |                            |                            |                            |  |                 |                           |                           |                           |                           |       |   |                       |                       |
|  | Vélez Sarsfield                        | 2                                      | 5                                      | 7                                      |   |                        |                            |                            |                            |                            |  |                 |                           |                           |                           |                           |       |   |                       |                       |
|  | Deportivo Cali                         | 0                                      | 1                                      | 1                                      |   |                        |                            |                            |                            |                            |  |                 |                           |                           |                           |                           |       |   |                       |                       |
|  | Deportivo Cali                         | 0                                      | 1                                      | 1                                      |   | Vélez Sarsfield        | 1                          | 3                          | 4                          |                            |  |                 |                           |                           |                           |                           |       |   |                       |                       |
|  |                                        |                                        |                                        |                                        |   | Vélez Sarsfield        | 1                          | 3                          | 4                          |                            |  |                 |                           |                           |                           |                           |       |   |                       |                       |
|  |                                        | Universidad Católica                   | 2                                      | 1                                      | 3 |                        |                            |                            |                            |                            |  |                 |                           |                           |                           |                           |       |   |                       |                       |
|  | River Plate                            | Universidad Católica                   | 2                                      | 1                                      | 3 | 1                      | 1                          | 2                          |                            |                            |  |                 |                           |                           |                           |                           |       |   |                       |                       |
|  | River Plate                            |                                        |                                        |                                        |   | 1                      | 1                          | 2                          |                            |                            |  |                 |                           |                           |                           |                           |       |   |                       |                       |
|  | Universidad Católica (gf)              | 2                                      | 0                                      | 2                                      |   |                        |                            |                            |                            |                            |  |                 |                           |                           |                           |                           |       |   |                       |                       |
|  | Universidad Católica (gf)              | 2                                      | 0                                      | 2                                      |   |                        |                            |                            |                            |                            |  | Vélez Sarsfield | 0                         | 0                         | 0                         |                           |       |   |                       |                       |
|  |                                        |                                        |                                        |                                        |   |                        |                            |                            |                            |                            |  | Vélez Sarsfield | 0                         | 0                         | 0                         |                           |       |   |                       |                       |
|  |                                        | Lanús                                  | 1                                      | 3                                      | 4 |                        |                            |                            |                            |                            |  |                 |                           |                           |                           |                           |       |   |                       |                       |
|  | Bolívar                                | Lanús                                  | 1                                      | 3                                      | 4 | 2                      | 2                          | 4                          |                            |                            |  |                 |                           |                           |                           |                           |       |   |                       |                       |
|  | Bolívar                                |                                        |                                        |                                        |   | 2                      | 2                          | 4                          |                            |                            |  |                 |                           |                           |                           |                           |       |   |                       |                       |
|  | Lanús                                  | 1                                      | 6                                      | 7                                      |   |                        |                            |                            |                            |                            |  |                 |                           |                           |                           |                           |       |   |                       |                       |
|  | Lanús                                  | 1                                      | 6                                      | 7                                      |   | Lanús                  | 0                          | 3                          | 3                          |                            |  |                 |                           |                           |                           |                           |       |   |                       |                       |
|  |                                        |                                        |                                        |                                        |   | Lanús                  | 0                          | 3                          | 3                          |                            |  |                 |                           |                           |                           |                           |       |   |                       |                       |
|  |                                        | Independiente                          | 0                                      | 1                                      | 1 |                        |                            |                            |                            |                            |  |                 |                           |                           |                           |                           |       |   |                       |                       |
|  | Fénix                                  | Independiente                          | 0                                      | 1                                      | 1 | 1                      | 0                          | 1                          |                            |                            |  |                 |                           |                           |                           |                           |       |   |                       |                       |
|  | Fénix                                  |                                        |                                        |                                        |   | 1                      | 0                          | 1                          |                            |                            |  |                 |                           |                           |                           |                           |       |   |                       |                       |
|  | Independiente                          | 4                                      | 1                                      | 5                                      |   |                        |                            |                            |                            |                            |  |                 |                           |                           |                           |                           |       |   |                       |                       |
|  | Independiente                          | 4                                      | 1                                      | 5                                      |   |                        |                            |                            |                            |                            |  |                 |                           |                           |                           |                           | Lanús | 0 |                       |                       |
|  |                                        |                                        |                                        |                                        |   |                        |                            |                            |                            |                            |  |                 |                           |                           |                           |                           |       | 0 |                       |                       |
|  |                                        | Defensa y Justicia                     | 3                                      |                                        |   |                        |                            |                            |                            |                            |  |                 |                           |                           |                           |                           |       |   |                       |                       |
|  | Junior de Barranquilla (pen)           | Defensa y Justicia                     | 3                                      | 2                                      | 1 | 3 (4)                  |                            |                            |                            |                            |  |                 |                           |                           |                           |                           |       |   |                       |                       |
|  | Junior de Barranquilla (pen)           |                                        |                                        | 2                                      | 1 | 3 (4)                  |                            |                            |                            |                            |  |                 |                           |                           |                           |                           |       |   |                       |                       |
|  | Unión La Calera                        | 1                                      | 2                                      | 3 (2)                                  |   |                        |                            |                            |                            |                            |  |                 |                           |                           |                           |                           |       |   |                       |                       |
|  | Unión La Calera                        | 1                                      | 2                                      | 3 (2)                                  |   | Junior de Barranquilla | 1                          | 1                          | 2                          |                            |  |                 |                           |                           |                           |                           |       |   |                       |                       |
|  |                                        |                                        |                                        |                                        |   | Junior de Barranquilla | 1                          | 1                          | 2                          |                            |  |                 |                           |                           |                           |                           |       |   |                       |                       |
|  |                                        | Coquimbo Unido (gf)                    | 2                                      | 0                                      | 2 |                        |                            |                            |                            |                            |  |                 |                           |                           |                           |                           |       |   |                       |                       |
|  | Coquimbo Unido                         | Coquimbo Unido (gf)                    | 2                                      | 0                                      | 2 | 0                      | 2                          | 2                          |                            |                            |  |                 |                           |                           |                           |                           |       |   |                       |                       |
|  | Coquimbo Unido                         |                                        |                                        |                                        |   | 0                      | 2                          | 2                          |                            |                            |  |                 |                           |                           |                           |                           |       |   |                       |                       |
|  | Sport Huancayo                         | 0                                      | 0                                      | 0                                      |   |                        |                            |                            |                            |                            |  |                 |                           |                           |                           |                           |       |   |                       |                       |
|  | Sport Huancayo                         | 0                                      | 0                                      | 0                                      |   |                        |                            |                            |                            |                            |  | Coquimbo Unido  | 0                         | 2                         | 2                         |                           |       |   |                       |                       |
|  |                                        |                                        |                                        |                                        |   |                        |                            |                            |                            |                            |  | Coquimbo Unido  | 0                         | 2                         | 2                         |                           |       |   |                       |                       |
|  |                                        | Defensa y Justicia                     | 0                                      | 4                                      | 4 |                        |                            |                            |                            |                            |  |                 |                           |                           |                           |                           |       |   |                       |                       |
|  | Bahia                                  | Defensa y Justicia                     | 0                                      | 4                                      | 4 | 1                      | 0                          | 1                          |                            |                            |  |                 |                           |                           |                           |                           |       |   |                       |                       |
|  | Bahia                                  |                                        |                                        |                                        |   | 1                      | 0                          | 1                          |                            |                            |  |                 |                           |                           |                           |                           |       |   |                       |                       |
|  | Unión de Santa Fe                      | 0                                      | 0                                      | 0                                      |   |                        |                            |                            |                            |                            |  |                 |                           |                           |                           |                           |       |   |                       |                       |
|  | Unión de Santa Fe                      | 0                                      | 0                                      | 0                                      |   | Bahia                  | 2                          | 0                          | 2                          |                            |  |                 |                           |                           |                           |                           |       |   |                       |                       |
|  |                                        |                                        |                                        |                                        |   | Bahia                  | 2                          | 0                          | 2                          |                            |  |                 |                           |                           |                           |                           |       |   |                       |                       |
|  |                                        | Defensa y Justicia                     | 3                                      | 1                                      | 4 |                        |                            |                            |                            |                            |  |                 |                           |                           |                           |                           |       |   |                       |                       |
|  | Defensa y Justicia                     | Defensa y Justicia                     | 3                                      | 1                                      | 4 | 1                      | 1                          | 2                          |                            |                            |  |                 |                           |                           |                           |                           |       |   |                       |                       |
|  | Defensa y Justicia                     |                                        |                                        |                                        |   | 1                      | 1                          | 2                          |                            |                            |  |                 |                           |                           |                           |                           |       |   |                       |                       |
|  | Vasco da Gama                          | 1                                      | 0                                      | 1                                      |   |                        |                            |                            |                            |                            |  |                 |                           |                           |                           |                           |       |   |                       |                       |

### Oitavas de final
Chave A
| 25 de novembro | Fénix             | 1 – 4     | Independiente                                            |  |  |
| 21:30 (UTC−3)  | Olivera 29' (pen) | Relatório | González 3' · Velasco 38' · S. Romero 44' · Martínez 51' |  |  |

| 2 de dezembro                                          | Independiente | 1 – 0     | Fénix |  |  |
| 21:30 (UTC−3)                                          | S. Romero 25' | Relatório |       |  |  |
| Nota: Independiente venceu por 5–1 no placar agregado. |               |           |       |  |  |

Chave B
| 24 de novembro | Bahia              | 1 – 0     | Unión de Santa Fe |  |  |
| 19:15 (UTC−3)  | Gilberto 78' (pen) | Relatório |                   |  |  |

| 1 de dezembro                                  | Unión de Santa Fe | 0 – 0     | Bahia |  |  |
| 19:15 (UTC−3)                                  |                   | Relatório |       |  |  |
| Nota: Bahia venceu por 1–0 no placar agregado. |                   |           |       |  |  |

Chave C
| 26 de novembro | Junior de Barranquilla | 2 – 1     | Unión La Calera |  |  |
| 19:30 (UTC−5)  | Cetré 44' · Borja 84'  | Relatório | Rodríguez 60'   |  |  |

| 3 de dezembro                                                                            | Unión La Calera     | 2 – 1 (2 – 4 pen.)              | Junior de Barranquilla |  |  |
| 19:15 (UTC−3)                                                                            | Cordero 45' · Leiva | Relatório                       | Borja 1'               |  |  |
|                                                                                          |                     | Penalidades                     |                        |  |  |
| Stefanelli Cordero A. Vilches Rodríguez                                                  |                     | Borja Cárdenas Valencia Fuentes |                        |  |  |
| Nota: 3–3 no placar agregado, Junior Barranquilla venceu por 4–2 na disputa de pênaltis. |                     |                                 |                        |  |  |

Chave D
| 26 de novembro | River Plate | 1 – 2     | Universidad Católica         |  |  |
| 19:15 (UTC−3)  | Píriz 45+3' | Relatório | Zampedri 9' · Aued 73' (pen) |  |  |

| 3 de dezembro                                                                              | Universidad Católica | 0 – 1     | River Plate  |  |  |
| 21:30 (UTC−3)                                                                              |                      | Relatório | Bonifazi 51' |  |  |
| Nota: 2–2 no placar agregado, Universidad Católica avançou pela regra do gol fora de casa. |                      |           |              |  |  |

Chave E
| 24 de novembro | Vélez Sarsfield | 2 – 0     | Deportivo Cali |  |  |
| 21:30 (UTC−3)  | Almada 73', 84' | Relatório |                |  |  |

| 1 de dezembro                                            | Deportivo Cali | 1 – 5     | Vélez Sarsfield                                  |  |  |
| 19:30 (UTC−5)                                            | Palavecino 37' | Relatório | Janson 20', 35' · Abram 59' · Tarragona 75', 88' |  |  |
| Nota: Vélez Sarsfield venceu por 7–1 no placar agregado. |                |           |                                                  |  |  |

Chave F
| 25 de novembro | Coquimbo Unido | 0 – 0     | Sport Huancayo |  |  |
| 21:30 (UTC−3)  |                | Relatório |                |  |  |

| 2 de dezembro                                           | Sport Huancayo | 0 – 2     | Coquimbo Unido             |  |  |
| 19:30 (UTC−5)                                           |                | Relatório | Vallejos 1' · Palacios 81' |  |  |
| Nota: Coquimbo Unido venceu por 2–0 no placar agregado. |                |           |                            |  |  |

Chave G
| 26 de novembro | Defensa y Justicia | 1 – 1     | Vasco da Gama |  |  |
| 21:30 (UTC−3)  | Romero 79'         | Relatório | Cano 62'      |  |  |

| 3 de dezembro                                               | Vasco da Gama | 0 – 1     | Defensa y Justicia |  |  |
| 21:30 (UTC−3)                                               |               | Relatório | Hachen 58'         |  |  |
| Nota: Defensa y Justicia venceu por 2–1 no placar agregado. |               |           |                    |  |  |

Chave H
| 25 de novembro | Bolívar                   | 2 – 1     | Lanús        |  |  |
| 18:15 (UTC−4)  | Riquelme 45' · Haquín 86' | Relatório | Belmonte 32' |  |  |

| 2 de dezembro                                  | Lanús                                                         | 6 – 2     | Bolívar               |  |  |
| 19:15 (UTC−3)                                  | Orozco 26', 54' · Belmonte 39', 49' · Acosta 63' · Orsini 86' | Relatório | Riquelme 4' · Rey 73' |  |  |
| Nota: Lanús venceu por 7–4 no placar agregado. |                                                               |           |                       |  |  |

### Quartas de final
Chave S1
| 10 de dezembro | Lanús | 0 – 0     | Independiente |  |  |
| 19:15 (UTC−3)  |       | Relatório |               |  |  |

| 17 de dezembro                                 | Independiente | 1 – 3     | Lanús                                |  |  |
| 19:15 (UTC−3)                                  | Roa 88'       | Relatório | Belmonte 15' · Sand 17' · Orsini 44' |  |  |
| Nota: Lanús venceu por 3–1 no placar agregado. |               |           |                                      |  |  |

Chave S2
| 9 de dezembro | Bahia                                  | 2 – 3     | Defensa y Justicia                   |  |  |
| 19:15 (UTC−3) | Gilberto 40' (pen) · Matheus Bahia 80' | Relatório | Romero 4', 26' (pen) · Fernández 68' |  |  |

| 16 de dezembro                                              | Defensa y Justicia | 1 – 0     | Bahia |  |  |
| 19:15 (UTC−3)                                               | Romero 87'         | Relatório |       |  |  |
| Nota: Defensa y Justicia venceu por 4–2 no placar agregado. |                    |           |       |  |  |

Chave S3
| 9 de dezembro | Junior de Barranquilla | 1 – 2     | Coquimbo Unido            |  |  |
| 19:30 (UTC−5) | Borja 25' (pen)        | Relatório | Abrigo 73' · Palacios 88' |  |  |

| 16 de dezembro                                                                       | Coquimbo Unido | 0 – 1     | Junior de Barranquilla |  |  |
| 21:30 (UTC−3)                                                                        |                | Relatório | Borja 7' (pen)         |  |  |
| Nota: 2–2 no placar agregado, Coquimbo Unido avançou pela regra do gol fora de casa. |                |           |                        |  |  |

Chave S4
| 8 de dezembro | Vélez Sarsfield | 1 – 2     | Universidad Católica      |  |  |
| 21:30 (UTC−3) | Lucero 90'      | Relatório | Zampedri 45+5' · Puch 50' |  |  |

| 15 de dezembro                                           | Universidad Católica | 1 – 3     | Vélez Sarsfield                                   |  |  |
| 21:30 (UTC−3)                                            | Aued 68' (pen)       | Relatório | Tarragona 17' (pen) · Orellano 73' · Lucero 90+4' |  |  |
| Nota: Vélez Sarsfield venceu por 4–3 no placar agregado. |                      |           |                                                   |  |  |

### Semifinais
Chave F1
| 6 de janeiro de 2021 | Vélez Sarsfield | 0 – 1     | Lanús    |  |  |
| 21:30 (UTC−3)        |                 | Relatório | Sand 39' |  |  |

| 13 de janeiro de 2021                          | Lanús                                      | 3 – 0     | Vélez Sarsfield |  |  |
| 21:30 (UTC−3)                                  | Belmonte 45+3' · Orsini 60' · Bernabei 88' | Relatório |                 |  |  |
| Nota: Lanús venceu por 4–0 no placar agregado. |                                            |           |                 |  |  |

Chave F2
| 12 de janeiro de 2021[c] | Coquimbo Unido | 0 – 0     | Defensa y Justicia |  |  |
| 19:15 (UTC−3)            |                | Relatório |                    |  |  |

| 16 de janeiro de 2021[c]                                    | Defensa y Justicia                 | 4 – 2     | Coquimbo Unido           |  |  |
| 20:30 (UTC−3)                                               | Pizzini 11' · Romero 20', 23', 44' | Relatório | Farfán 8' · Palacios 62' |  |  |
| Nota: Defensa y Justicia venceu por 4–2 no placar agregado. |                                    |           |                          |  |  |

### Final
| 23 de janeiro de 2021 | Lanús | 0 – 3     | Defensa y Justicia                     | Estádio Mario Alberto Kempes, Córdova                   |
| 17:00 (UTC−3)         |       | Relatório | Frías 34' · Romero 62' · Camacho 90+2' | Público: Portões fechados Árbitro: VEN Jesús Valenzuela |

## Premiação
| Copa Sul-Americana de 2020             |
| Argentina                              |
| -------------------------------------- |
| Defensa y Justicia Campeão (1° título) |

## Estatísticas
| Jogador          | Equipe                 | Gols |
| ---------------- | ---------------------- | ---- |
| Braian Romero    | Defensa y Justicia     | 10   |
| Gilberto         | Bahia                  | 6    |
| Nicolás Orsini   | Lanús                  | 6    |
| Tomás Belmonte   | Lanús                  | 5    |
| Lautaro Palacios | Coquimbo Unido         | 5    |
| Facundo Barceló  | Emelec                 | 4    |
| José Sand        | Lanús                  | 4    |
| Miguel Borja     | Junior de Barranquilla | 4    |
| Silvio Romero    | Independiente          | 4    |
| Thiago Almada    | Vélez Sarsfield        | 4    |

| Jogador            | Equipe             | Assis. |
| ------------------ | ------------------ | ------ |
| Nicolás Rodríguez  | River Plate        | 5      |
| Walter Bou         | Defensa y Justicia | 5      |
| Alexandro Bernabei | Lanús              | 4      |
| Martín Correa      | Liverpool          | 4      |
| Joe Abrigo         | Coquimbo Unido     | 4      |
| Daniel             | Bahia              | 3      |
| Federico Martínez  | Independiente      | 3      |
| Juan Carlos Arce   | Bolívar            | 3      |

### Hat-tricks
| Jogador         | Clube              | Adversário     | Placar  | Data                    | Ref.   |
| --------------- | ------------------ | -------------- | ------- | ----------------------- | ------ |
| Ricardo Holgado | Audax Italiano     | Cusco          | 3–0 (C) | 27 de fevereiro de 2020 | [ 16 ] |
| Braian Romero   | Defensa y Justicia | Coquimbo Unido | 4–2 (C) | 16 de janeiro de 2021   | [ 17 ] |

## Classificação geral
Oficialmente a CONMEBOL não reconhece uma classificação geral de participantes na Copa Sul-Americana. A tabela a seguir classifica as equipes de acordo com a fase alcançada e considerando os critérios de desempate.
| Classificação final             | Classificação final    | Classificação final | Classificação final | Classificação final | Classificação final | Classificação final | Classificação final | Classificação final | Classificação final | Classificação final | Classificação final |
| Pos.                            | Times                  | P                   | J                   | V                   | E                   | D                   | GP                  | GC                  | SG                  |                     |                     |
| ------------------------------- | ---------------------- | ------------------- | ------------------- | ------------------- | ------------------- | ------------------- | ------------------- | ------------------- | ------------------- | ------------------- | ------------------- |
| Campeão                         |                        |                     |                     |                     |                     |                     |                     |                     |                     |                     |                     |
| 1                               | Defensa y Justicia     | 21                  | 9                   | 6                   | 3                   | 0                   | 16                  | 7                   | +9                  |                     |                     |
| Vice-campeão                    |                        |                     |                     |                     |                     |                     |                     |                     |                     |                     |                     |
| 2                               | Lanús                  | 19                  | 11                  | 6                   | 1                   | 4                   | 23                  | 16                  | +7                  |                     |                     |
| Eliminados nas semifinais       |                        |                     |                     |                     |                     |                     |                     |                     |                     |                     |                     |
| 3                               | Coquimbo Unido         | 17                  | 10                  | 5                   | 2                   | 3                   | 14                  | 7                   | +7                  |                     |                     |
| 4                               | Vélez Sarsfield        | 14                  | 10                  | 4                   | 2                   | 4                   | 14                  | 11                  | +3                  |                     |                     |
| Eliminados nas quartas de final |                        |                     |                     |                     |                     |                     |                     |                     |                     |                     |                     |
| 5                               | Independiente          | 14                  | 8                   | 4                   | 2                   | 2                   | 10                  | 7                   | +3                  |                     |                     |
| 6                               | Bahia                  | 13                  | 8                   | 4                   | 1                   | 3                   | 13                  | 6                   | +7                  |                     |                     |
| 7                               | Junior de Barranquilla | 10                  | 6                   | 3                   | 1                   | 2                   | 6                   | 5                   | +1                  |                     |                     |
| 8                               | Universidad Católica   | 10                  | 6                   | 3                   | 2                   | 1                   | 7                   | 7                   | 0                   |                     |                     |
| Eliminados nas oitavas de final |                        |                     |                     |                     |                     |                     |                     |                     |                     |                     |                     |
| 9                               | River Plate            | 13                  | 6                   | 4                   | 1                   | 1                   | 9                   | 5                   | +4                  |                     |                     |
| 10                              | Vasco da Gama          | 9                   | 6                   | 2                   | 3                   | 1                   | 3                   | 2                   | +1                  |                     |                     |
| 11                              | Deportivo Cali         | 9                   | 6                   | 3                   | 0                   | 3                   | 9                   | 12                  | –3                  |                     |                     |
| 12                              | Fénix                  | 8                   | 6                   | 2                   | 2                   | 2                   | 8                   | 9                   | –1                  |                     |                     |
| 13                              | Unión de Santa Fe      | 7                   | 6                   | 2                   | 1                   | 3                   | 5                   | 5                   | 0                   |                     |                     |
| 14                              | Unión La Calera        | 7                   | 6                   | 1                   | 4                   | 1                   | 5                   | 5                   | 0                   |                     |                     |
| 15                              | Sport Huancayo         | 7                   | 6                   | 1                   | 4                   | 1                   | 4                   | 5                   | –1                  |                     |                     |
| 16                              | Bolívar                | 6                   | 4                   | 2                   | 0                   | 2                   | 8                   | 9                   | –1                  |                     |                     |
| Eliminados na segunda fase      |                        |                     |                     |                     |                     |                     |                     |                     |                     |                     |                     |
| Pos.                            | Times                  | P                   | J                   | V                   | E                   | D                   | GP                  | GC                  | SG                  |                     |                     |
| 17                              | Emelec                 | 9                   | 4                   | 3                   | 0                   | 1                   | 7                   | 2                   | +5                  |                     |                     |
| 18                              | Liverpool              | 7                   | 4                   | 2                   | 1                   | 1                   | 9                   | 3                   | +6                  |                     |                     |
| 19                              | Sol de América         | 7                   | 4                   | 2                   | 1                   | 1                   | 3                   | 2                   | +1                  |                     |                     |
| 20                              | Huachipato             | 7                   | 4                   | 2                   | 1                   | 1                   | 4                   | 4                   | 0                   |                     |                     |
| 21                              | Millonarios            | 6                   | 4                   | 2                   | 0                   | 2                   | 5                   | 4                   | +1                  |                     |                     |
| 22                              | Audax Italiano         | 6                   | 4                   | 2                   | 0                   | 2                   | 5                   | 6                   | –1                  |                     |                     |
| 23                              | Melgar                 | 6                   | 4                   | 2                   | 0                   | 2                   | 3                   | 6                   | –3                  |                     |                     |
| 24                              | Atlético Nacional      | 5                   | 4                   | 1                   | 2                   | 1                   | 6                   | 5                   | +1                  |                     |                     |

| Eliminados na segunda fase  |                       |   |   |   |   |   |    |    |    |
| Pos.                        | Times                 | P | J | V | E | D | GP | GC | SG |
| 25                          | Sportivo Luqueño      | 5 | 4 | 1 | 2 | 1 | 7  | 7  | 0  |
| 26                          | Plaza Colonia         | 4 | 4 | 1 | 1 | 2 | 3  | 2  | +1 |
| 27                          | São Paulo             | 3 | 2 | 1 | 0 | 1 | 6  | 6  | 0  |
| 28                          | Deportes Tolima       | 2 | 2 | 0 | 2 | 0 | 1  | 1  | 0  |
| 29                          | Peñarol               | 2 | 2 | 0 | 2 | 0 | 1  | 1  | 0  |
| 30                          | Atlético Tucumán      | 1 | 2 | 0 | 1 | 1 | 1  | 2  | –1 |
| 31                          | Caracas               | 1 | 2 | 0 | 1 | 1 | 0  | 1  | –1 |
| 32                          | Estudiantes de Mérida | 0 | 2 | 0 | 0 | 2 | 0  | 5  | –5 |
| Eliminados na primeira fase |                       |   |   |   |   |   |    |    |    |
| 33                          | Aucas                 | 3 | 2 | 1 | 0 | 1 | 2  | 2  | 0  |
| 34                          | Fortaleza             | 3 | 2 | 1 | 0 | 1 | 2  | 2  | 0  |
| 35                          | Nacional Potosí       | 3 | 2 | 1 | 0 | 1 | 2  | 2  | 0  |
| 36                          | Atlético Mineiro      | 3 | 2 | 1 | 0 | 1 | 2  | 3  | –1 |
| 37                          | Cusco                 | 3 | 2 | 1 | 0 | 1 | 2  | 3  | –1 |
| 38                          | Universidad Católica  | 3 | 2 | 1 | 0 | 1 | 2  | 3  | –1 |
| 39                          | Always Ready          | 3 | 2 | 1 | 0 | 1 | 1  | 2  | –1 |
| 40                          | Aragua                | 3 | 2 | 1 | 0 | 1 | 1  | 3  | –2 |
| 41                          | Zamora                | 3 | 2 | 1 | 0 | 1 | 1  | 3  | –2 |
| 42                          | Argentinos Juniors    | 2 | 2 | 0 | 2 | 0 | 1  | 1  | 0  |
| 43                          | Fluminense            | 2 | 2 | 0 | 2 | 0 | 1  | 1  | 0  |
| 44                          | Mineros de Guayana    | 1 | 2 | 0 | 1 | 1 | 4  | 5  | –1 |
| 45                          | El Nacional           | 1 | 2 | 0 | 1 | 1 | 2  | 3  | –1 |
| 46                          | Oriente Petrolero     | 1 | 2 | 0 | 1 | 1 | 0  | 1  | –1 |
| 47                          | Huracán               | 1 | 2 | 0 | 1 | 1 | 1  | 4  | –3 |
| 48                          | Atlético Grau         | 0 | 2 | 0 | 0 | 2 | 1  | 3  | –2 |
| 49                          | Deportivo Pasto       | 0 | 2 | 0 | 0 | 2 | 0  | 2  | –2 |
| 50                          | Goiás                 | 0 | 2 | 0 | 0 | 2 | 0  | 2  | –2 |
| 51                          | River Plate-PAR       | 0 | 2 | 0 | 0 | 2 | 2  | 5  | –3 |
| 52                          | Nacional              | 0 | 2 | 0 | 0 | 2 | 1  | 6  | –5 |
| 53                          | Blooming              | 0 | 2 | 0 | 0 | 2 | 0  | 5  | –5 |
| 54                          | Llaneros              | 0 | 2 | 0 | 0 | 2 | 0  | 7  | –7 |